# رودريغو توسي
رودريغو توسي (بالبرتغالية: Rodrigo Antonio Lombardo Tosi‏) (6 يناير 1983 بكوريتيبا في البرازيل - ) هو لاعب كرة قدم برازيلي في مركز الوسط. لعب مع نادي استقلال طهران ونادي تراكتور سازي ونادي لوزان ونادي نوشاتل زاماكس وJ. Malucelli Futebol ‏ ونادي إيراكليس.

## روابط خارجية
- رودريغو توسي على موقع قاعدة بيانات كرة القدم.إي يو (الإنجليزية)
- رودريغو توسي على موقع Soccerway.com (الإنجليزية)